# Лейла Фарзад
Лейла Еффат Фарзад (англ. Leila Effat Farzad; нар. 30 грудня 1981, Лондон, Велика Британія) — британська акторка. Знана роллю Наомі Джонс у серіалі Sky Atlantic «Я ненавиджу Сюзі» (2020—2022), яка принесла їй номінацію як найкращій акторці другого плану Премії БАФТА у телебаченні.

## Молодість й освіта
Народилася в Лондоні в родині іранців. Зайнятися акторською майстерністю її надихнули постановки Національного театру, на які її водила тітка, однак батьки попросили її спочатку здобути освіту в Оксбриджі. Вона вивчала сучасні мови у Вустер-коледжі в Оксфорді, здобувши ступінь бакалавра з французької та італійської літератур. Навчання продовжила в Гілдголській школі музики та театру, де, за її словами, «почувала себе як вдома».

## Кар'єра
Почала кар'єру як акторка озвучення в третій і четвертій серіях анімаційного дитячого серіалу Channel 5 «Свинка Пеппа». На телебаченні дебютувала в епізоді телепрограми ITV «Закон і порядок: Велика Британія» та дебютувала на професійній сцені у головній ролі у виставі «Міріам. Гонсалес. Дурантез.» в Theatre503. Після цього були ролі у постановках «Блакитні пагорби» у Chichester Festival Theatre, «Юлій Цезар» у театрі «Міст» у Лондоні, «Річард II» у «Шекспірівському глобусі». Вона також з'явилася в антології ITV «Невинні».
Першу головну роль Наомі Джонс, менеджерки та подруги Сюзі (Біллі Пайпер) отримала у серіалі «Я ненавиджу Сюзі». Серіал вийшов 2020 року на Sky Atlantic і HBO Max й отримав схвальні відгуки критиків, а Фарзад була номінована на премію БАФТА у телебаченні за найкращу жіночу роль другого плану. Вона повторила свою роль продовженні серіалу 2022 року. Того ж року приєднався до акторського складу «Авеню 5» у другому сезоні та з'явилася разом із Джошем Гартнеттом в «Індексі страху» на Sky. 2023 року знялася в кримінальній драмі BBC «Краще».

## Особисте життя
Має дочку (нар. 2014) від Джеймса Мейзелса. На початку 2023 року повідомлялося, що вона перебуває у стосунках з актором Ендрю Бучаном.

## Фільмографія
| Рік       |    | Українська назва                 | Оригінальна назва                | Роль                   |
| --------- | -- | -------------------------------- | -------------------------------- | ---------------------- |
| 2006—2011 | мс | Свинка Пеппа                     | Peppa Pig                        | різні ролі (озвучення) |
| 2009      | с  | Закон і порядок: Велика Британія | Law&Order: UK                    | Лейла                  |
| 2012      | с  | Сімейний стан                    | Married Single Other             | студентка              |
| 2011      | с  | Двадцять дванадцять              | Twenty Twelve                    | журналістка            |
| 2013      | с  |                                  | Man Down                         | жінка                  |
| 2015      | с  | Наручники                        | Cuffs                            | Аміка Хан              |
| 2017      | с  | Граф Артур Стронг                | Count Arthur Strong              | репортерка             |
| 2018      | с  | Невинні                          | Innocent                         | Джаніс Паркер          |
| 2020—2024 | с  | Я ненавиджу Сюзі                 | I Hate Suzie                     | Наомі Джонс            |
| 2021      | с  | Садоводи                         | Landscapers                      | адвокатка              |
| 2021      | с  | Цього разу з Аланом Партріджем   | This Time with Alan Partridge    | Кларисса Госкін        |
| 2022      | с  | Індекс страху                    | The Fear Index                   | Габріелла Гоффман      |
| 2022      | с  | Авеню 5                          | Avenue 5                         | Елена                  |
| 2023      | с  | Краще                            | Better                           | Лу Слек                |
| 2023      | с  | Чорне дзеркало                   | Black Mirror                     | Мона Джаваді           |
| 2023      | с  | Марвели                          | The Marvels                      | Талія                  |
| 2024      | с  | Декамерон                        | The Decameron                    | Стратилія              |
| 2025      | ф  | Бріджит Джонс: Закохана у хлопця | Bridget Jones: Mad About the Boy | Ніколетт               |

## Театр
| Рік      | Назва                       | Роль            | Примітки                                   |
| -------- | --------------------------- | --------------- | ------------------------------------------ |
| 2010     | Міріам. Гонсалес. Дурантез. | Міріам Гонсалес | Theatre503, Лондон                         |
| 2012     | Blue Remembered Hills       | Анжела          | Чичестерський фестивальний театр, Чичестер |
| 2018     | Юлій Цезар                  | Децій Брут      | Бридж-театр, Лондон                        |
| 2019 рік | Річард II                   | Королева        | Глобус, Лондон                             |

## Визнання
| Рік  | Нагорода                   | Категорія                      | Робота           | Результат | Посилання |
| ---- | -------------------------- | ------------------------------ | ---------------- | --------- | --------- |
| 2021 | Премія БАФТА у телебаченні | Найкраща акторка другого плану | Я ненавиджу Сюзі | Номінація | [ 23 ]    |